# اندیس نخانده کوه
نخانده کوه یک اندیس یا معدن فلزی است که در حوالی شهر نهبندان استان سیستان و بلوچستان قرار دارد و مادهٔ معدنی موجود در آن، منیزیت است.  